# Jezierzany (Postomino)
Jezierzany (deutsch Neuenhagen, Amt) ist ein Dorf in der Woiwodschaft Westpommern in Polen. Es gehört zur Gmina Postomino (Gemeinde Pustamin) im Powiat Sławieński (Schlawer Kreis).

## Geographische Lage
Das kleine Bauerndorf Jezierzany liegt am Westufer des Jezioro Wicko (Vietzker See), 20 Kilometer nördlich der Kreisstadt Sławno und 16 Kilometer nordöstlich von Darłowo (Rügenwalde) an einer Nebenstraße, die Sławno über Kanin (Kannin) mit Jarosławiec (Jershöft) verbindet. Bahnanschluss besteht über Darłowo.
Der Ort wird umgrenzt von Naćmierz (Natzmershagen)´und Jarosławiec im Westen, von der Ostsee im Norden, vom Jezioro Wicko mit Wicko Morskie (Vietzkerstrand) im Osten und von Łącko (Lanzig) im Süden.
Nördlich von Jezierzany mündet das Flüsschen Głowny Rów (Krautglawnitz) in den Jezioro Wicko. Es hatte diesen See und den Jezioro Kopań (Vitter See) in früherer Zeit miteinander verbunden, war dann aber versandet. Unter der Regierung von Friedrich dem Großen wurde stattdessen die Głównica (Steinglawnitz) ausgehoben, die den See mit der Ostsee verbindet. Dadurch entstanden für die Orte Królewo (Krolow) und das heute nicht mehr existente Wicko (Vietzke) neues Ackerland, und die Wiesen von Jezierzany und Łącko wurden entwässert.

## Ortsname
Neuenhagen, Amt – im Unterschied zu Neuenhagen, Abtei (Jeżyczki), ebenfalls im Kreis Schlawe gelegen – hatte früher auch die Bezeichnung Neuhausen.

## Geschichte
Über die Anfänge von Neuenhagen gibt es keine Erkenntnisse. Im Jahre 1602 baute sich Kasimir IX. in Neuhausen ein Haus, um seinem Hobby, dem Fischfang, zu frönen. Er starb hier 1605. Im Jahre 1784 hatte Neuenhagen 1 Vorwerk, 3 Landkossäten, 1 Verwalterkaten und 1 Büdner. Erst in den Folgejahrhunderten entwickelte sich aus dem Gutsbetrieb ein Dorf. 1818 lebten hier 98 Menschen, ihre Zahl stieg bis 1885 auf 218 und betrug 1939 noch 204.
Standesamtlich gehörte Neuenhagen bis 1945 nach Natzmershagen (Naćmierz), während amtsgerichtlich Rügenwalde zuständig war.
Sowjetische Truppen besetzten am 9. März 1945 das Dorf. Die Einwohner wurden nach Freetz (Wrześnica) evakuiert. Als sie zurückkehrten, war der Ort restlos ausgeplündert. Am Totensonntag 1945 erfolgte die Ausweisung der deutschen Bevölkerung, Neuenhagen kam unter polnische Verwaltung und ist heute als Jezierzany ein Teil der Gmina Postomino im Powiat Sławieński der Woiwodschaft Westpommern (bis 1998 Woiwodschaft Stolp).

### Ortsgliederung bis 1945
Zur Gemeinde Neuenhagen gehörte vor 1945 ein Wohnplatz:
- Aalkaten (polnisch: Głównica) am Flüsschen Steinglawnitz (Głównica), das den Vietzker See mit der Ostsee verbindet, bestehend aus 1 Bauernhof und 1 Gastwirtschaft, etwa 1 Kilometer nordwestlich des Dorfes an der Straße nach Jershöft gelegen.

## Amtsbezirk Neuenhagen
Neuenhagen, Amt – daher sein Name – war der Sitz eines Amtsbezirkes, den die Gemeinde Neuenhagen mit den Nachbargemeinden Körlin (Korlino), Lanzig (Łącko), Natzmershagen (Naćmierz), Rützenhagen (Rusinowo) und Schönenberg (Bylica) bildete. Er lag im Landkreis Schlawe i. Pom. im Regierungsbezirk Köslin der preußischen Provinz Pommern.

## Kirche
Die vor 1945 überwiegend evangelische Bevölkerung von Neuenhagen gehörte zum Kirchspiel Lanzig (Łącko) im Kirchenkreis Rügenwalde (Darłowo) in der Kirchenprovinz Pommern der Kirche der Altpreußischen Union. Letzter deutscher Geistlicher war Pfarrer Hans Gaedicke.
Seit 1945 leben in Jezierzany überwiegend katholische Einwohner. Der Bezug nach Łącko ist geblieben, wo jetzt die katholische Pfarrei ihren Sitz hat. Sie gehört zum Dekanat Ustka (Stolpmünde) im Bistum Köslin-Kolberg der Katholischen Kirche in Polen. Evangelische Kirchenglieder betreut heute das Pfarramt in Koszalin (Köslin) in der Diözese Pommern-Großpolen der Evangelisch-Augsburgischen Kirche in Polen.

## Schule
In Neuenhagen bestand vor 1945 eine einklassige Volksschule. Das Schulhaus war 1911/12 an der Stelle eines alten Gebäudes errichtet worden. Letzter deutscher Lehrer war Emil Moldenhauer.